# Col de la Givrine
Der Col de la Givrine (auch Col de Saint-Cergue genannt) ist ein Pass im Schweizer Kanton Waadt zwischen Saint-Cergue und dem Weiler La Cure an der französischen Grenze. Der Pass liegt auf der Fernstrasse von Nyon nach Morez. Die Passhöhe liegt auf 1228 m.
Über den Pass führt seit 1916 die Schmalspurbahnlinie des Chemin de fer Nyon–Saint-Cergue–Morez, mit der Haltestelle La Givrine 1,6 km östlich des Scheitelpunkts.

## Geschichte
Die Strasse über den Pass verband bereits im Mittelalter Ostfrankreich mit dem Becken des Genfersees. Der Pass verlor seine überregionale Bedeutung zu Beginn des 19. Jahrhunderts durch den Bau der Strasse über den Col de la Faucille. In den Jahren ab 1763 wurde die Strasse neu trassiert, dieses Trassee blieb bis zum Neubau 1828 bis 1852 in Verwendung, die alten Pflastersteine sind teilweise auch heute noch sichtbar.
Im Juli 2012 wurde hier ein Wettkampf der Orientierungslauf-Weltmeisterschaften 2012 ausgetragen.